# Holdin' Steel
Holdin' Steel è un singolo del rapper statunitense Don Toliver pubblicato il 6 luglio 2018.

## Tracce
1. Holdin' Steel – 3:07